# Hommersum

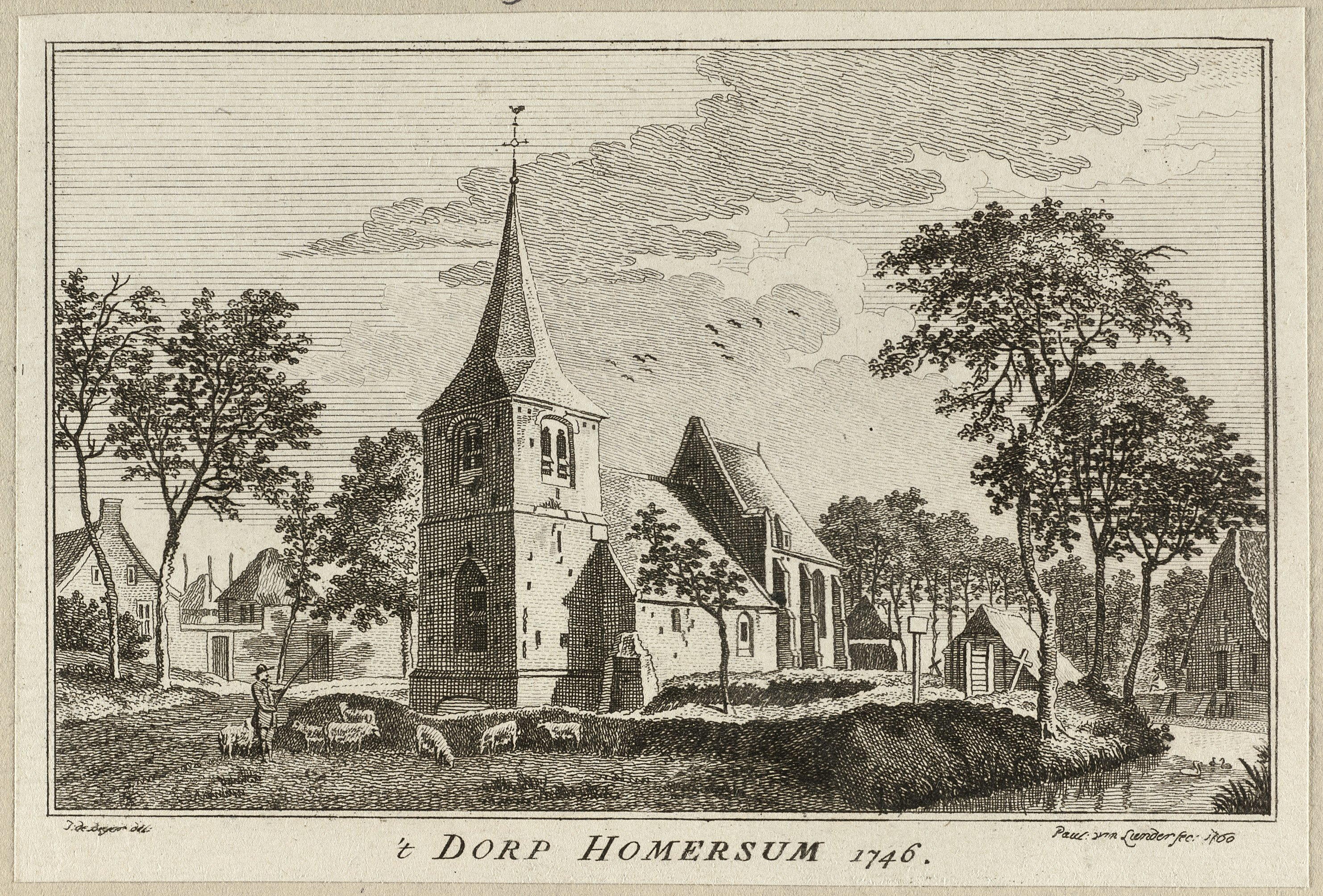
Dorpsgezicht met de kerk te Hommersum, 1746

Hommersum is een dorp in de Duitse deelstaat Noordrijn-Westfalen, gelegen in de Kreis Kleef. Het dorp is sinds 1 juli 1969 onderdeel van Stadt Goch. Op 30 juni 2016 telde Hommersum 502 inwoners.

## Geschiedenis
Het dorp Hommersum is een van de vroege Frankische nederzettingen in het gebied van de rivieren de Niers en de Kendel. De zeer goede, hooggelegen bodems in het gebied van de samenvloeiing van de Niers en de Kendel waren in de vroegste tijden een ideale plaats voor nederzettingen. Talrijke bodemvondsten zoals urnen, grafgoederen, stenen en bronzen bijlen en andere artefacten bevestigen dit.
Een verder bewijs van de vroege dorpsstichting zijn enkele prehistorische terpen, waaronder die gelegen in de directe omgeving van de parochiekerk en aan de Niersbocht bij de waterburcht Haus Ham, die rond 1790 is afgebroken. De terp van de kerk werd in 1850 verwijderd. Volgens een eigentijdse beschrijving door Dr. Bergrath uit Goch, had deze heuvel aan de voet had een diameter van ca. 45 m en een hoogte van ca. 12 m. De terp aan de Niers is nog steeds in goede staat. Tot de uitbreiding van het Bundeswehr-depot in 1970 waren er aan de oever van de Niers tegenover de terp nog steeds uitgebreide aardversterkingen en wallen uit de Romeinse tijd (opgravingen door Pastor V. Huyskens rond 1870). Een Romeinse heerweg, waarvan de route nog grotendeels behouden is gebleven, liep van oost naar west door het gemeentelijk gebied en stak de Kendel over via een voorde (doorwaadbare plaats) bij de boerderij IJshövel, net voor de samenvloeiing met de Niers. Vandaar leidde hij langs de Niers naar Gennep en verder langs de Maas naar het Romeinse kamp bij Mook.
De over het algemeen gunstige ligging van het dorp aan het water heeft in de afgelopen eeuwen tot grote overstromingsproblemen geleid, met name wanneer het hoogwater van de Maas in Niers en Kendel zich stuwde. Gevaarlijke situaties en grote gevolgschade waren dan onvermijdelijk. De overstromingsjaren 1882, 1926, 1993 en 1995 zijn in Hommersum in slechte herinnering.

### De parochiekerk St. Petrus
In een kopie in het Rijksarchief in Luxemburg staat, dat een zekere Adelard in februari 751, aan de kerk van St. Petrus in Rindern, onroerend goed schonk uit de plaatsen Kellen en Finnelar (= Viller; buurtschap van Hommersum). De stichting van de parochiekerk gewijd aan de heilige Petrus in Hommersum gaat hoogstwaarschijnlijk terug tot rond 720, de tijd dat Willibrordus in Rindern werkte (739). De kerk hier is gebouwd als “eigen kerk” op het terrein van het oude Frankische hof te Humbersheim (later Hommersom-Hommersum), de belangrijkste boerderij van de Frankische Mark hier. Deze eerste kerk was waarschijnlijk een houten constructie. De uitgebreide opgravingen en archeologische onderzoeken die in april 1986 door het Amt für Denkmalpflege in de kerk zijn uitgevoerd, zijn niet officieel afgesloten en brengen mogelijk nieuwe inzichten in de vroege tijd van deze kerk.
Op 30 september 1118 schonk graaf Gerhard van Geldern en Wassenberg de kerk van “Humbersheim” als schenking aan de abdij van Wassenberg. Blijkbaar werd deze schenking echter later ingetrokken, want kort na 1200 vinden we de heren van Reifferscheid en Malberg van Gelderse graven als leenheer van het Hommersumer Hof en de daarbij behorende patronaatsrecht over de kerk. Op 3 augustus 1291 verkocht de heer Johann van Malberg-Reiferscheid, met toestemming van de hertog, de boerderij en het kerkelijk patronaatsrecht aan de abdij van Graefenthal bij Asperden. Deze wettelijke status bleef behouden totdat Napoleon het klooster van Graefenthal in 1802 ophief. De oude romaanse dorpskerk uit de 12e eeuw werd in 1894 afgebroken en vervangen door een gotisch nieuw gebouw. Alleen het gotische koor, gebouwd rond 1460, is bewaard gebleven.
De waarschijnlijk in de in de 13e eeuw door de heren van Ham gebouwde St. Antoniuskapel in Viller, welke in een document uit 1469 voor het eerst werd genoemd, werd in juli 1812, in de Napoleontische tijd, afgebroken. Het goed bewaarde standbeeld van St. Antonius van deze kapel bevindt zich nu in de Hommersumer kerk.
Tot 1332 behoorde de kapel van Hassum nog tot de parochie van Hommersum. Kessel en in de begintijd waarschijnlijk ook Asperden waren andere dochter-parochies van Hommersum. Tot 22 november 2015 had Hommersum een zelfstandige parochie. Op 22 november 2015 fuseerde de zes parochies van het pastoraat Gocher-Land tot de parochie St. Martinus GocherLand. Thans vindt nog elke zondag een Heilige Mis plaats in de St. Petruskerk van Hommersum.

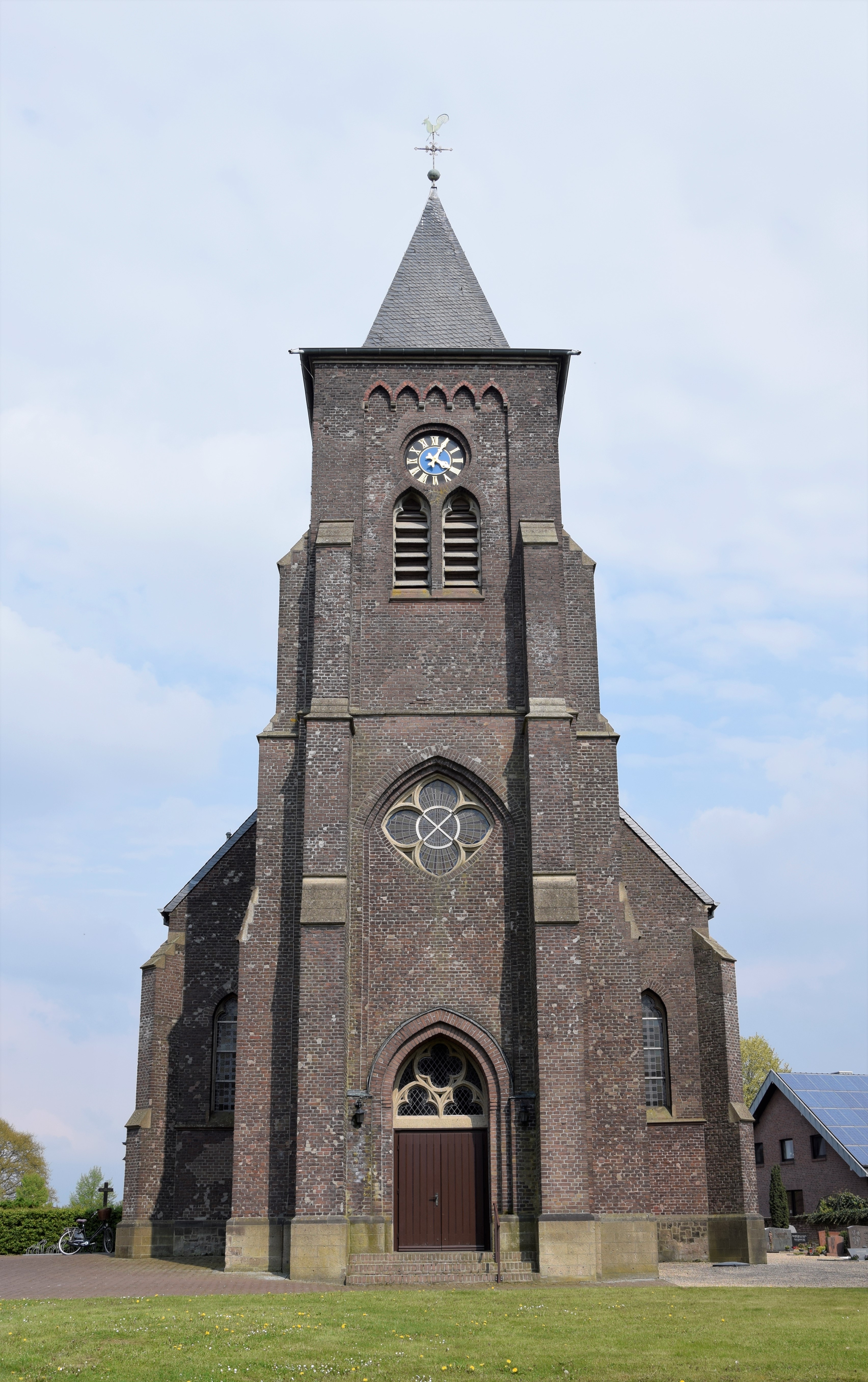
St. Petrus kerk
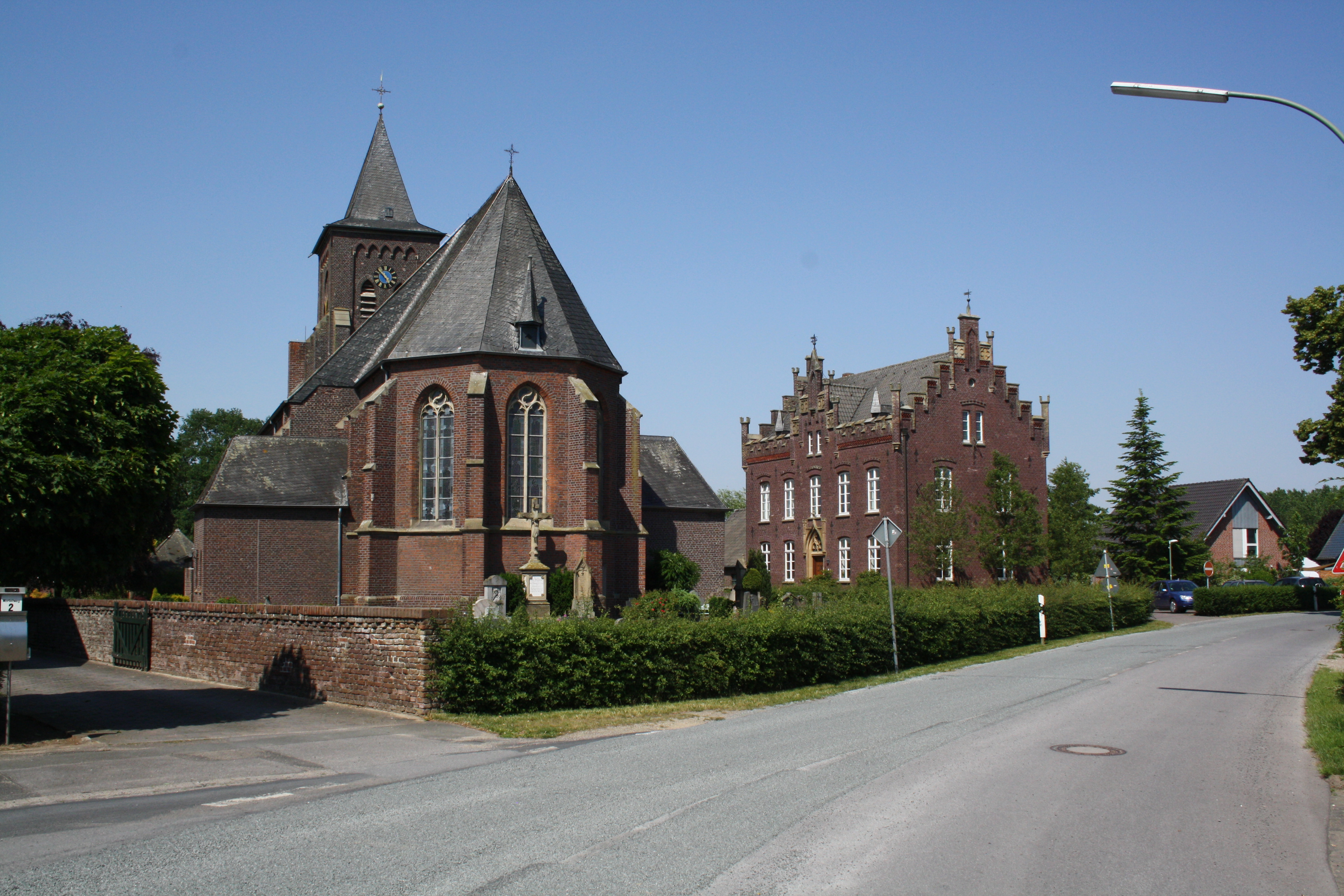
St. Petrus kerk en pastorie
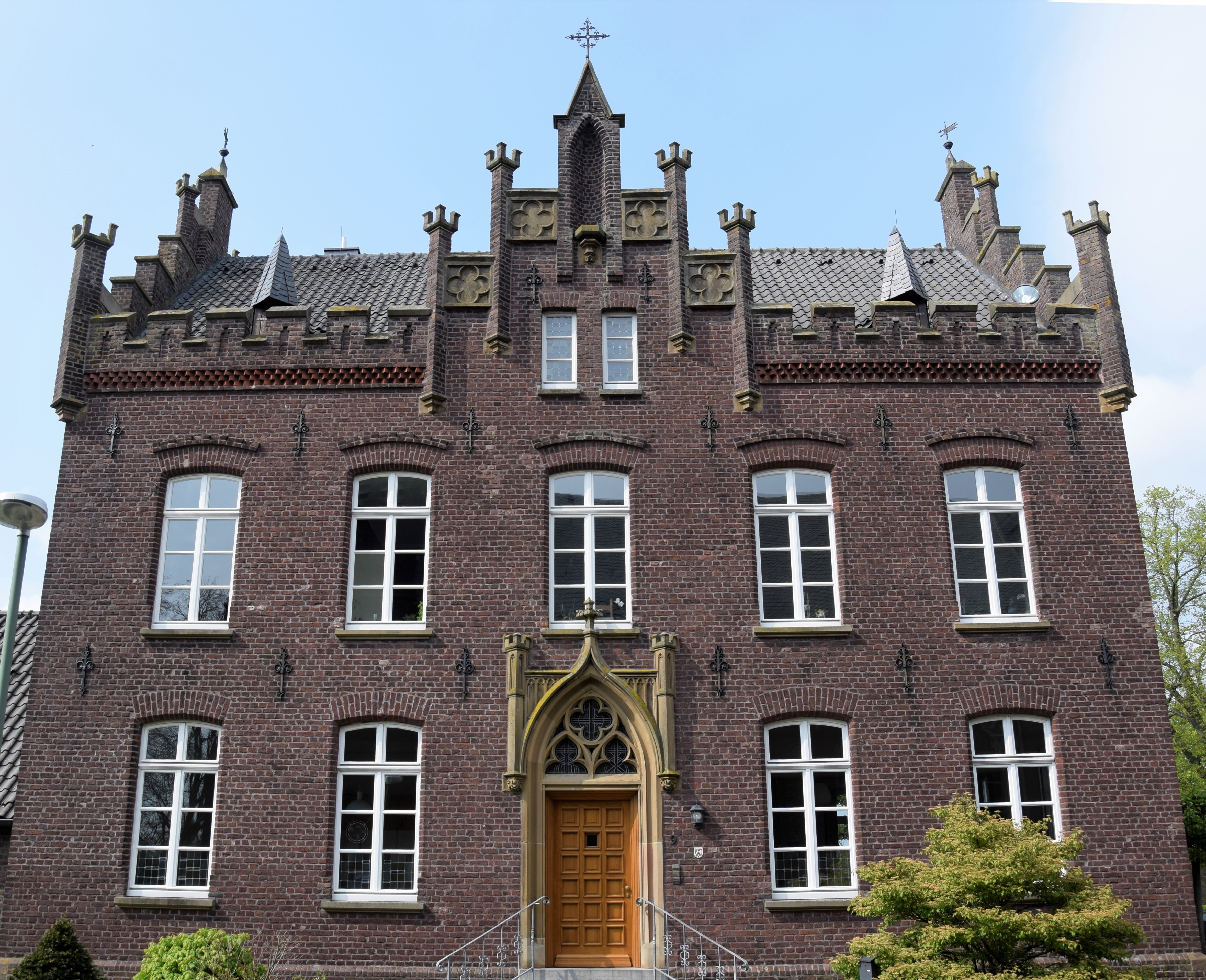
Pastorie St. Petrus
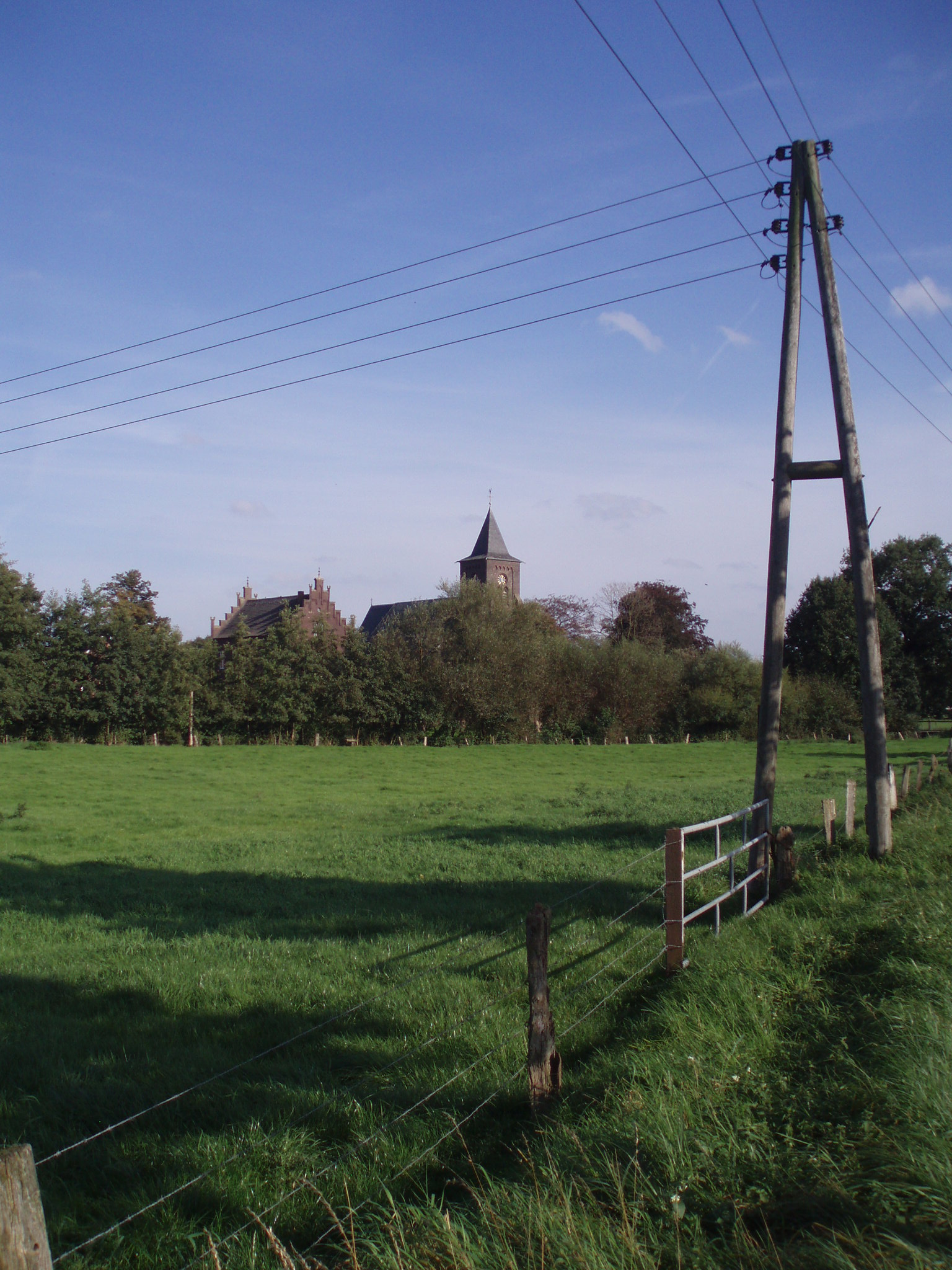
Sint Petruskerk en pastorie van Hommersum
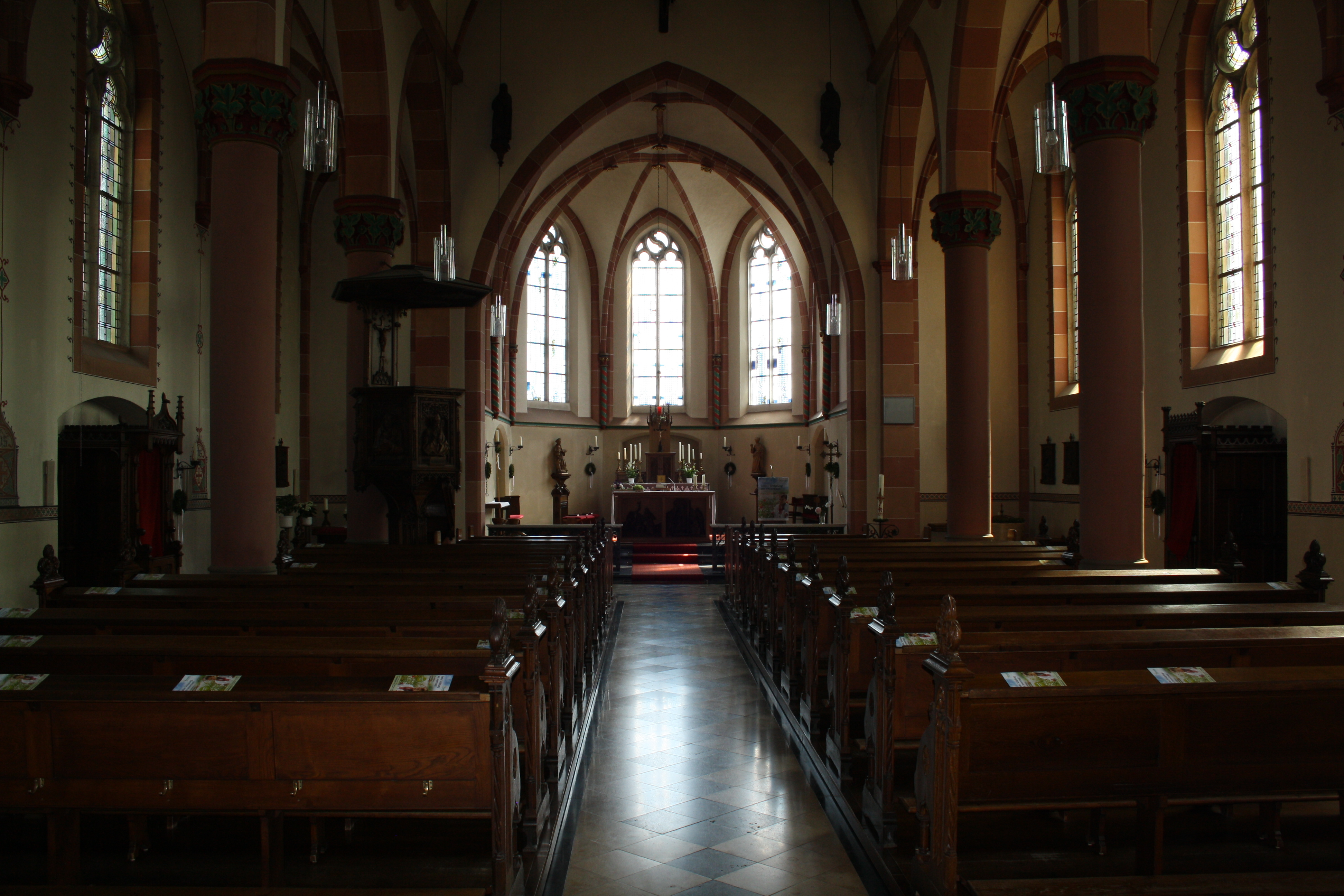
St. Petrus kerk interieur

### De politieke situatie
Tot 1473 behoorden de stad Goch en het Onderamt Goch (ongeveer het gebied van het latere Amt Asperden) politiek tot het hertogdom Geldern. In dat jaar kwam dit gebied bij het hertogdom Kleef.
Hommersum maakte sinds 1609 deel uit van het Kleefse Amt Asperden. Uit dat archief is bekend dat in 1787 er 185 inwoners waren. Daartoe moet de buurtschap Viller met het Haus Ham met nog eens 51 inwoners toegeteld worden. Andere buurtschappen zijn Moel, Retüt, Looheide, Sporen en Böntum.
Uit de archieven blijkt dat Hommersum langzaam groeit. Het dorp had in 1801 220, in 1802 263, in 1803 261, in 1821 348, in 1881 374, in 1855 438, in 1892 408, in 1925 458, in 1999 459 en in 2016 502 inwoners.
De Franse revolutionaire troepen bezetten het dorp in 1794 en werden er pas in 1814 uit verdreven.
Na de val van Napoleon en het Congres van Wenen werd besloten dat Pruisen de Maasscheepvaart niet mag beïnvloeden. Met “een kanonschot” (800 Rijnlandse roeden, ca. 3.000 m) keek men hoe ver Pruisen van de Maas moest komen te liggen en werd de grens naar ca 3.000 meter naar het oosten verplaatst. Vroeger was de grens met Nederland hier de Maas en hoorden Gennep, Ottersum en Bergen bijvoorbeeld bij het hertogdom Kleef. De landsgrens loopt nu direct tegen het dorpscentrum aan; het dorp Hommersum verloor destijds ongeveer een kwart van zijn oppervlakte aan het Verenigd Koninkrijk der Nederlanden.
Eeuwenlang was de hoofdactiviteit van de bewoners landbouw en veeteelt.

### De ontwikkeling tijdens en na de Tweede Wereldoorlog
In de laatste fase van de Tweede Wereldoorlog lag Hommersum maandenlang onder vuur van de geallieerde artillerie vanaf de overkant van de Maas; vanaf midden februari 1945 was het front midden door het dorp. De oorlogsschade was dienovereenkomstig en de wederopbouw nam vele jaren in beslag, vooral omdat de bewoners na het einde van de oorlog bijna acht maanden lang uit hun huizen werden verdreven vanwege de instelling van een spergebied langs de grens door de bezetter. Bovendien verloren veel boeren al hun land aan de Nederlandse kant van de grens, het zogenaamde “Traktaatland”. Een ander nadeel was altijd de geografisch afgelegen locatie en de geleidelijke achteruitgang van de landbouw, die het dorpsleven eeuwenlang had gevormd. Tegenwoordig is er bijvoorbeeld geen enkele “melkkoeienboer” meer in het dorp.
Vanaf 1970 bracht de bouw en daaropvolgende ingebruikname van het Bundeswehr-depot op het terrein van het voormalige Haus Ham in de grote Niersbocht werk en brood voor enkele voormalige boeren. Het Bundeswehr-depot is vanaf 2012 in bezit van Gebr. Siebers Tiefbau GmbH en de landbouwers van de KLEE-Gruppe. De overgrote meerderheid van de werkenden wordt echter nog steeds gedwongen om als forens buiten Hommersum te werken.
De bouw van de A57 (A77) met het grensdouanekantoor, welke in oktober 1986 in gebruik genomen werd, bracht een grote verandering teweeg. Deze goede bereikbaarheid van de gemeente komt ook veel pendelaars ten goede. Het douanekantoor, met zijn expediteurs en afhandelingsfaciliteiten, creëerde ook tijdelijk een aantal banen, die grotendeels verloren zijn gegaan door de sluiting van het kantoor ten gevolge van het Verdrag van Schengen. De aanleg van de snelweg ging gepaard met een ruilverkaveling, die enerzijds de door de eeuwen heen gegroeide structuren grondig vernielde; anderzijds kregen de boeren samenhangende stukken akkerland en de dorpsgemeenschap een nieuw netwerk van kleinere wegen.
Door de ontwikkeling van een nieuwbouwgebied aan de oostkant van het dorp kregen jongeren eindelijk de kans om een huis of appartement te realiseren in hun eigen dorp, wat van groot belang is voor het veiligstellen van de diversiteit van het dorpsleven. Ook kozen meerdere Nederlanders ervoor hun eigen huis in dit nieuwbouwgebied te bouwen.

## Natuur en toerisme
Het dorp Hommersum ligt vlak over de Nederlandse grens bij het dorp Ottersum. In het dorp stromen zowel de rivier de Niers als haar zijrivier de Kendel. Aangezien beide rivieren zich bijzonder goed lenen voor het beoefenen van de kanosport zijn met name in de zomermaanden vele toeristen in het dorpje aanwezig. Ook vele wielrenners en andere fietsers weten hun weg naar Hommersum te vinden.
Een ander hoogtepunt in het landschap is het Venn, een 1 km lang oude waterstroom, die vanuit Kessel uitmondt in de Niers bij de Klockenhof. Aan de oevers van dit grotendeels onvervuild, visrijke water is een zeer soortenrijke plantenwereld te vinden. Ook de vogelwereld vindt hier een ongestoorde leefomgeving; Naast een verscheidenheid aan watervogelsoorten zingt de nachtegaal hier in het voorjaar en broedt de ijsvogel hier ook regelmatig.
Het nabijgelegen Reichswald beslaat meer dan 4.000 hectare en is een bijna grenzeloos recreatieparadijs voor iedereen die op zoek is naar ontspanning. Ook de Nederlandse Maasduinen met zijn uitgestrekte hoogveen en heidelandschap ligt vlak voor de deur.

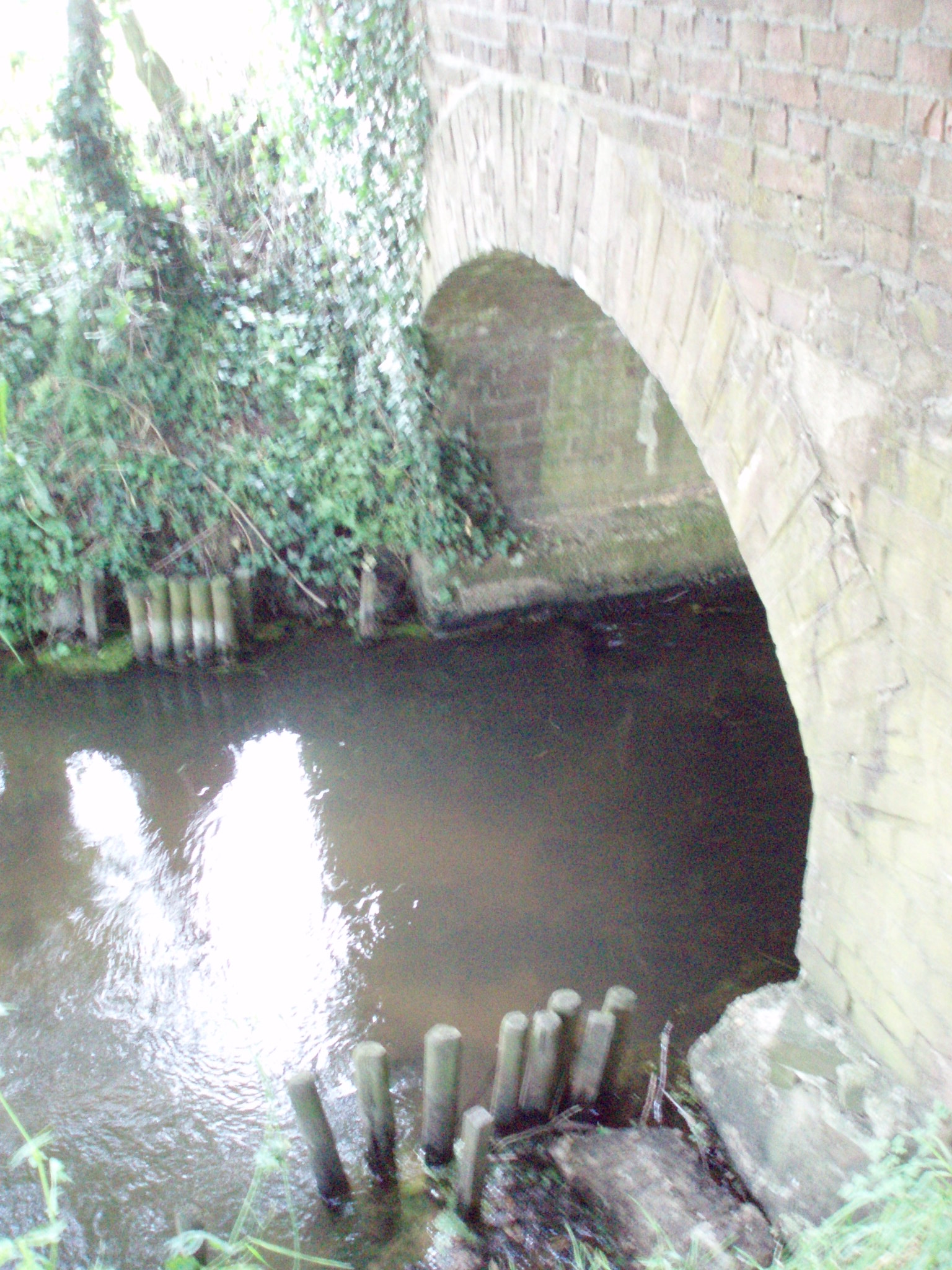
Rivier Kendel
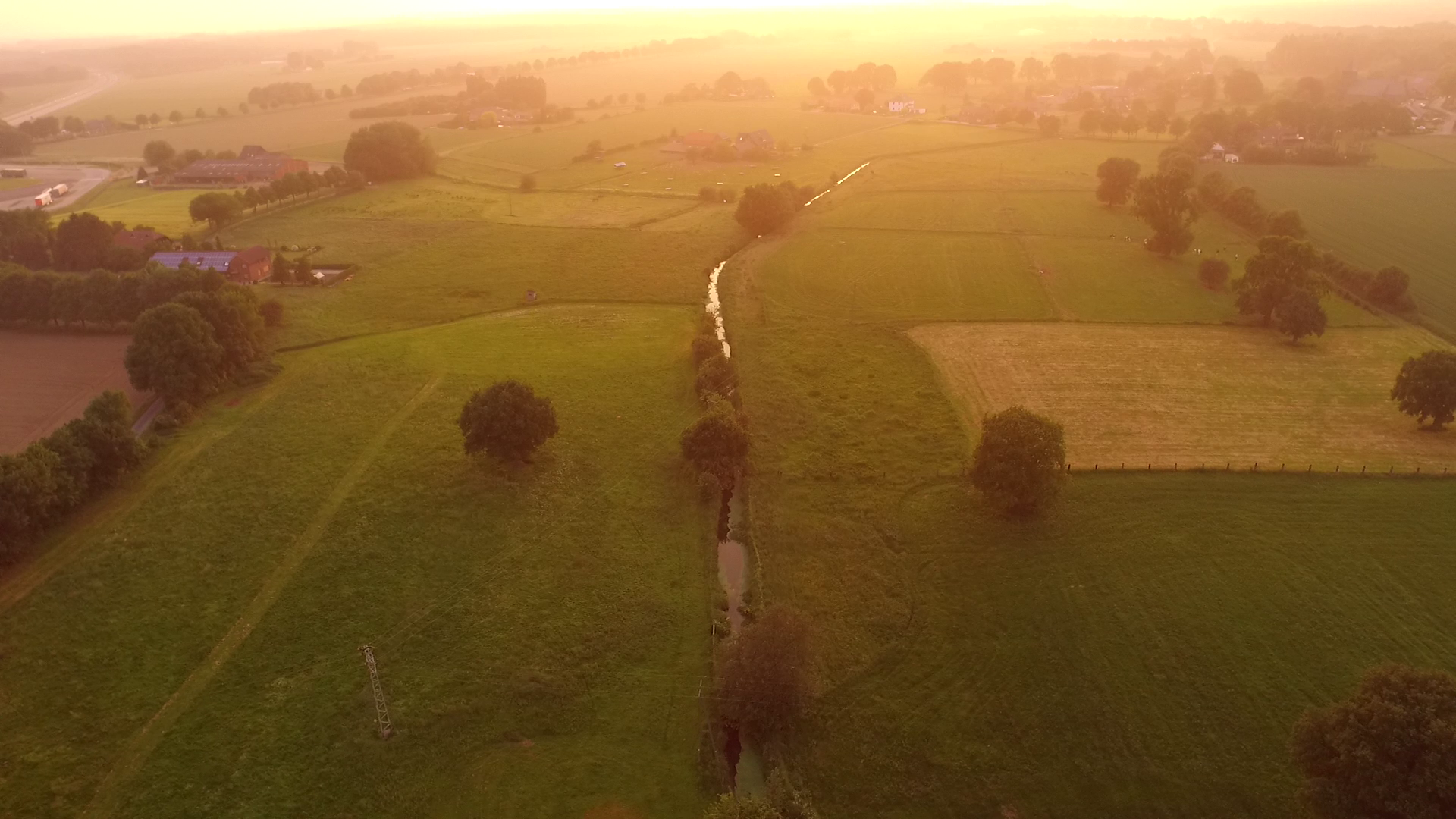
Rivier Kendel
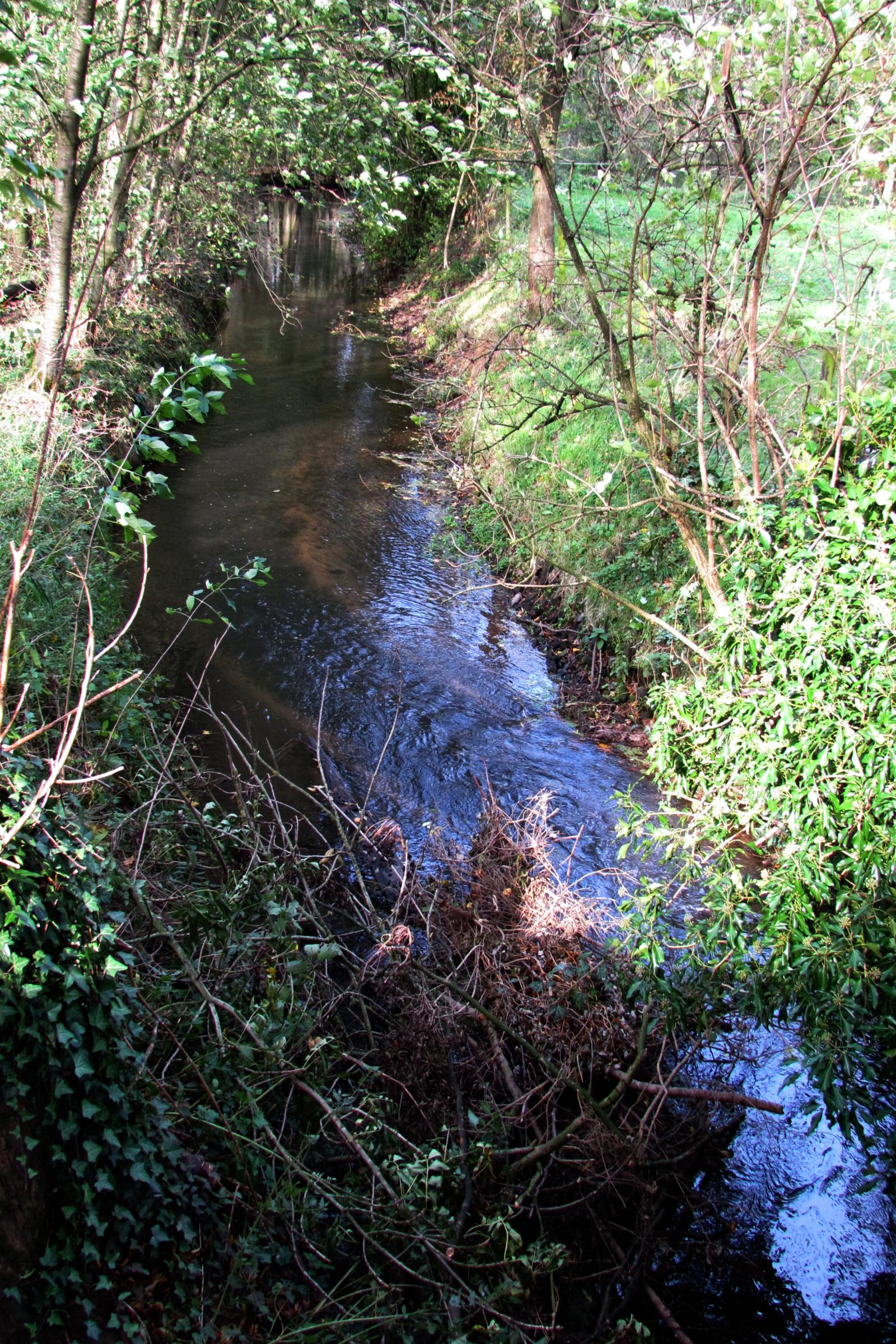
Rivier Kendel
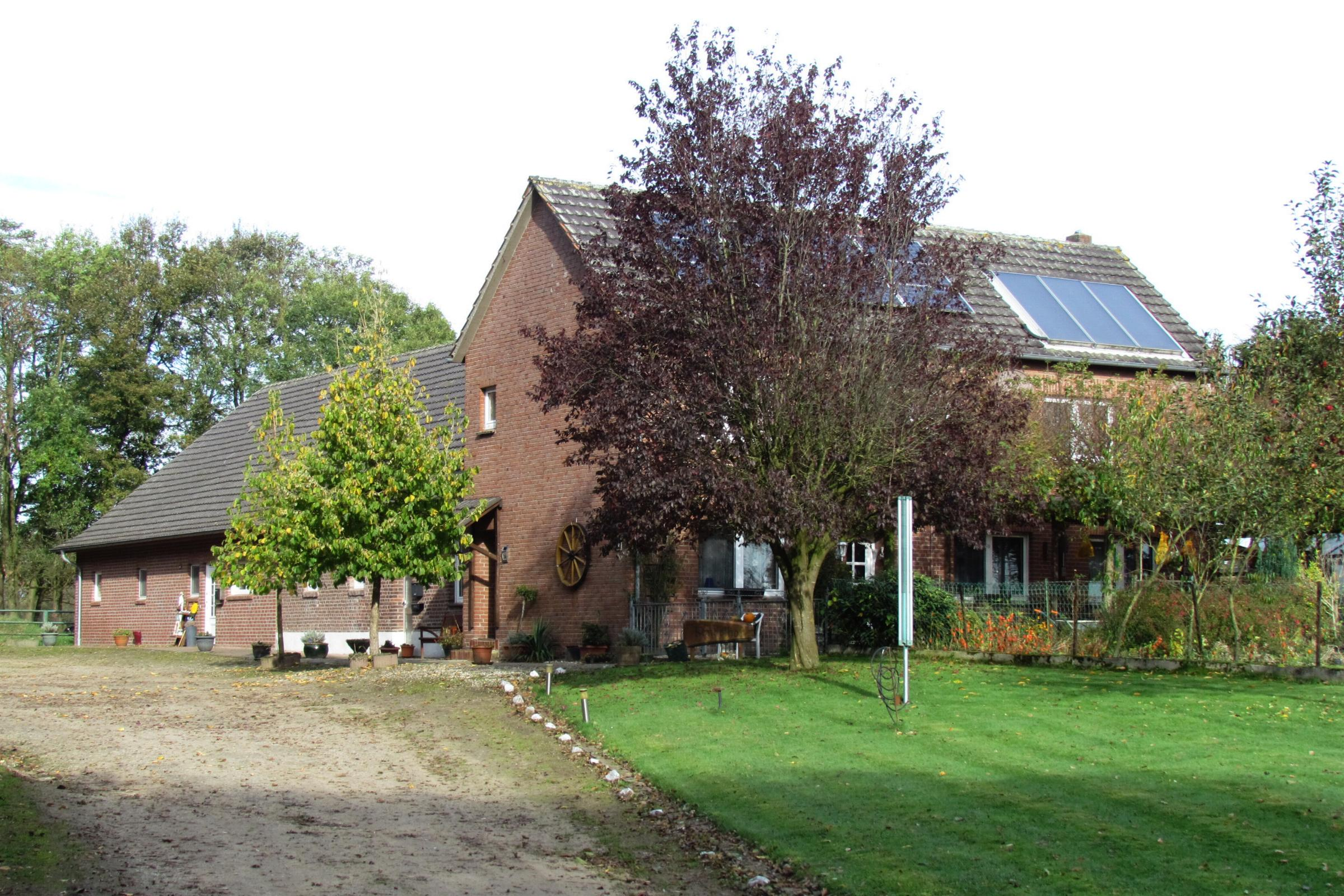
Yshövelsche Mühle, Müllerhaus

## Verenigingen
Het sociale leven is altijd zeer belangrijk geweest in het dorp; dit komt tot uiting in de viering van de dorpskermis, maar meer nog in de organisatie van het Oogstfeest. Een bijzonder hoogtepunt was de jubileums-optocht van het Oogstfeest in 1996, toen de stoet voor de 50e keer met veel prachtig versierde wagens door het dorp reed. De aan de optocht volgende folkloristische optredens trekken jaarlijks honderden gasten uit de omgeving. De organisatie van dit evenement is in handen van de zeer actieve Heimat-und Verschönerungsverein.
Andere dorpsverenigingen en groepen zijn:
- Vrijwillige brandweer
- Heimat- und Verschönerungsverein Hommersum
- Hengelvereniging: Angelsportverein Humbert Hommersum
- Jeugdvereniging: Katholieke Landjeugdbeweging; KLJB Hommersum
- Gilde: St. Petrigilde (opgericht 1647)
- Gilde: St. Antoniusgilde (opgericht 1656)
- Koor: Cäcilien-Kirchenchor
- Schietvereniging: Schießclub Hommersum Jugendleitung
- Trägerverein Alte Schule Hommersum
- Treckerfreunde Hommersum Kessel e.V
- Visclub: “Humbertus”
- Voetbal-, wieler- en breedtesportvereniging: DJK SG Hommersum-Hassum 1947 e.V.
- Vrouwenbond: Katholische Frauengemeinschaft (Kfd) Hommersum
- Vrouwenbond: Rheinische Landfrauen Hommersum
- Werknemersvereniging (katholiek): KAB Asperden - Hassum - Hommersum

## Grensovergang

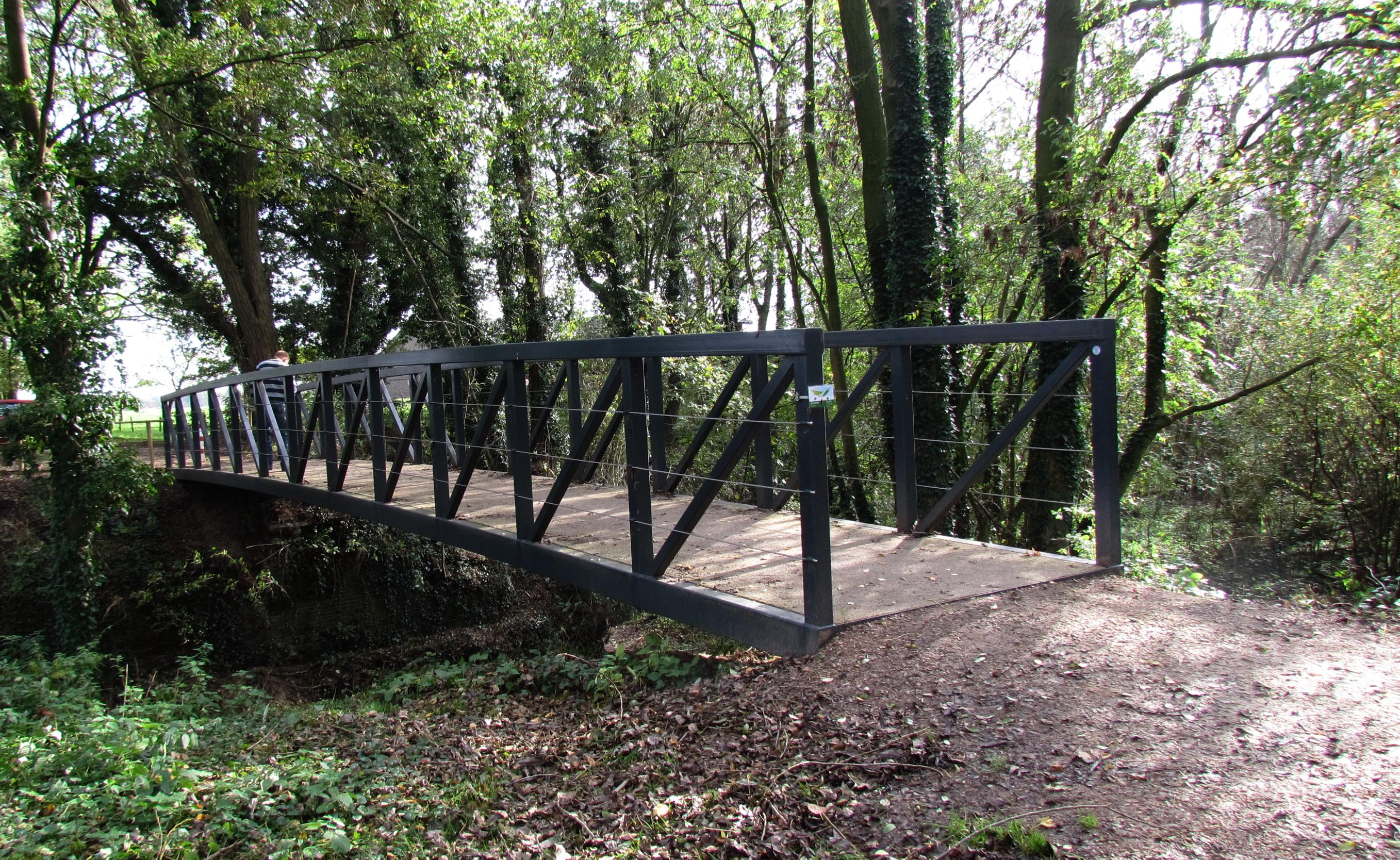
Kendelbrug voor fiets- en voetgangers

In mei 1991 werd de gesloten grensovergang bij de Kendelbrug (Veedijk-Huyskensstraße) bij de Gaststätte Evers heropend. In september 1991 werd deze alweer gesloten vanwege instortingsgevaar, aangezien ook auto’s en andere zware voertuigen de route gebruikten. Als noodoplossing hebben de Stadt Goch en de buurgemeente Gennep een alternatieve grensovergang bedacht; de slagboom bij de Mortelweg/Kamperweg werd weer geopend. Echter werd medio 2013 deze grensovergang zonder overleg weer gesloten, vanwege zwaar gemotoriseerd verkeer dat gebruik maakte van de grensovergang. Hiermee moet gemotoriseerd verkeer uit Hommersum en Gennep ongeveer 8 km omrijden om de grens over te steken. Fietsers en wandelaars kunnen wel de grens oversteken middels de hernieuwde Kendelbrug. Op 9 oktober 2012 werd de brug over de Kendel geopend door de burgemeesters van Gennep en Goch. Precies waar het Duits Lijntje in het verleden over de Kendel ging, kan men de rivier te voet of met de fiets oversteken. De 21 meter lange en 38.000 euro kostende brug was het sluitstuk van de fiets- en voetgangersroute langs de voormalige spoorlijn tussen Boxtel en Wesel. Sinds de afsluiting van de grensovergang Mortelweg/Kamperweg medio 2013 wordt er gesproken over mogelijke grensovergangen. Op 27 augustus 2019 organiseerde de Heimat- und Verschönerungsverein Hommersum een informatiebijeenkomst om de mogelijkheden tot een grensopening te bespreken.

## Trivia

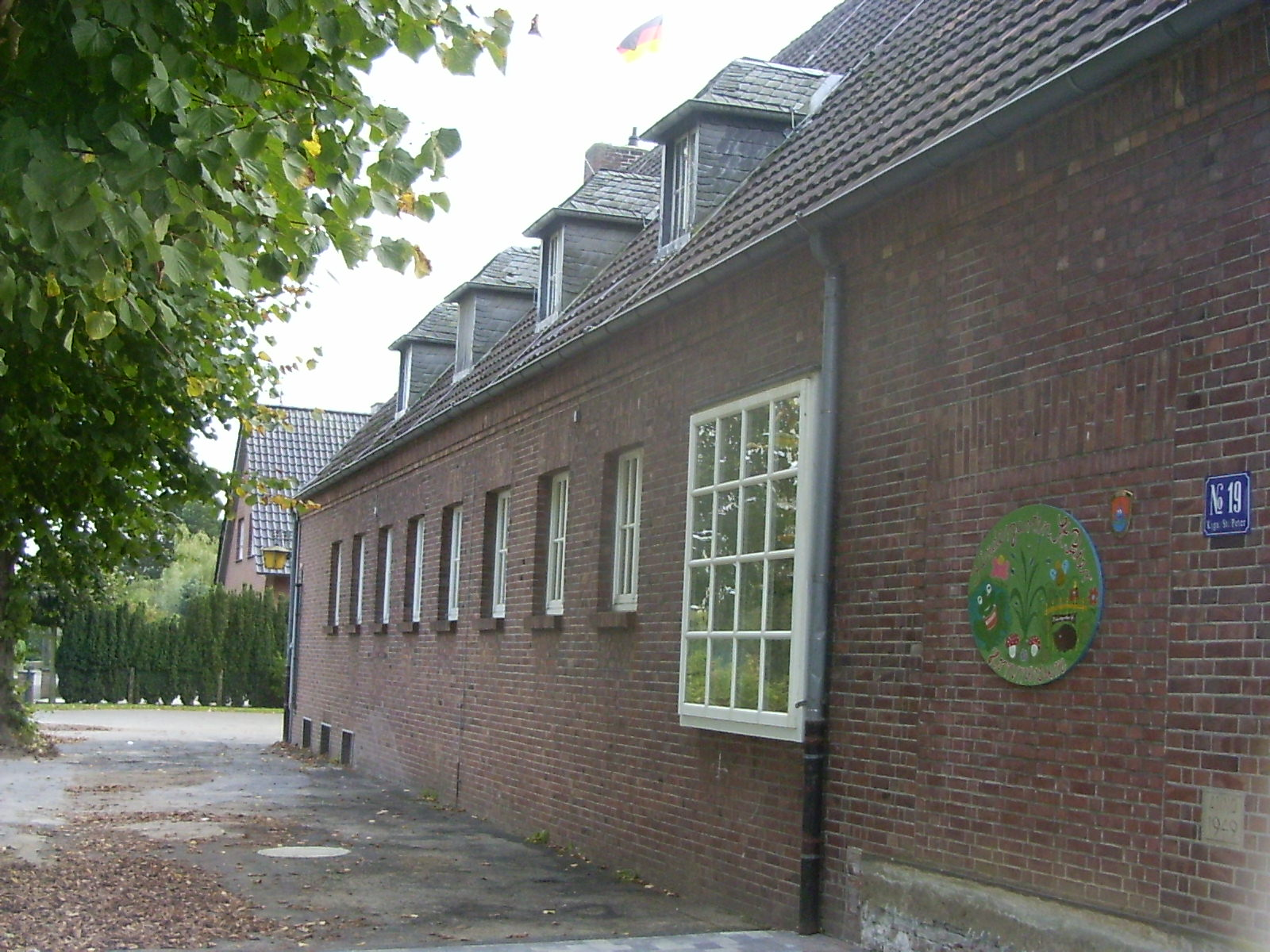
Kindergarten St. Peter, Küsterkamp 19 Hommersum

- In 2018 bestond het dorp ruim 900 jaar.[11] Daarom vierde het hele dorp van 13 t/m 20 mei 2018 een jubileum festivalweek dat in het teken stond van “gisteren en vandaag voor morgen”.
- Op 31 maart 1946 vindt er een afstemming plaats over de start van een katholieke school. Omdat de ruimte in de Gaststätte Janssen te klein is voor schoollessen, wordt besloten hiervoor de zaal van de voormalige kapel in de Gaststätte Evers te gebruiken. Er zijn twee aparte schoolklassen beschikbaar. In december 1949 wordt een nieuwe school geopend. In 1965 wordt de school uitgebreid. De school krijgt de naam “Katholische Volksschule Peter”. De uitgebreide en vernieuwde Sint-Petrusschool wordt op 29 juni 1965 ingewijd. Op 26 juni 1968 wordt de laatste les in de school van Hommersum gegeven. De kinderen van Hommersum moeten voortaan naar school in Hassum en Goch. In september 1969 is de voormalige school omgebouwd tot Kindergarten (kleuterschool). In 2013 wordt het beheer van het oude schoolgebouw door de Stadt Goch overgedragen aan de Trägerverein “Alte Schule Hommersum”. De vereniging bekommerd zich om het behoud en beheer van het oude schoolgebouw. Thans is nog steeds Kindergarten St. Peter in het gebouw gevestigd. Eveneens wordt de sporthal verhuurd aan diverse verenigingen, zoals Schießclub Hommersum en DJK SG Hommersum-Hassum 1947 e.V.
- Op 1 juni 2015 heeft Franz Urselmans het boek "Hommersum frugger" uitgebracht. Een boek van 392 pagina's over de geschiedenis van het dorp, de school en de kerk in chronologische verhandeling van 1800 tot 2012.[12]

Asperden · Goch · Hassum · Hommersum · Hülm · Kessel · Nierswalde · Pfalzdorf